# 알렉세이 미하일로비치
알렉세이 미하일로비치(러시아어: Алексей Михайлович, 1629년 3월 29일(구력) ~ 1676년 1월 29일(구력))는 1645년 7월 12일부터 1676년 1월 29일 자신의 사망까지 루스 차르국의 차르이자 로마노프 왕조의 2대 황제였다. 그의 군림은 폴란드와 스웨덴과의 전쟁들, 러시아 정교회에서 분리와 스텐카 라진의 주요 카자크 반란들을 보았다.  그럼에 불구하고 그의 사망 당시 러시아는 거의 2,000,000,000 에이커 (8,100,000km2)에 걸쳤다.
알렉세이 1세로 알려진 미하일 표도로비치와 에우독시아 루키야노브나 스트레시네바에게 태어나 1676년 불특정한 원인으로 사망하였다.  1648년 1월 17일 그는 마리아 일리니치나 밀로슬라브스카야 (1625년 ~ 1669년)에게 결혼하였다.  마리아의 사후 그는 1671년 2월 1일 모스크바에서 나탈리야 키릴로브나 나리시키나 (1651년 ~ 1694년)와 재혼하였다.

## 어린 시절과 군림
모스크바에서 미하일 1세와 에우독시아 스트레시네바에게 태어난 알렉세이는 1645년 7월 12일 부친의 사후 16세의 나이로 왕위에 올랐다.  그는 서방의 아이디어들로 열린 영리한 귀족인 자신의 가정 교사 보리스 모로조프의 보살핌에 전념하였다.
모로조프의 추구한 평화로운 외교 정책은 폴란드-리투아니아 연방과 휴전을 확보하고, 오스만 제국과 조심스럽게 분규를 피하였다.  그의 국내 정책은 외국 상인들과 권한들을 제한시키고, 쓸모없고 비싼 법원 사무실들을 폐지시키는 것에 목표를 두었다.  1648년 1월 17일 모로조프는 차르와 마리아 밀로슬르브스카야의 결혼을 준비하였고, 10일 후에 자신은 자신의 누이 안나와 결혼하였으며 둘다 일리야 다닐로비치 밀로슬라브스키의 딸들이었다.
모로조프는 부패하고 이기적인 귀족으로 여겨졌으며 마법과 요술로 비난을 받았다.  1648년 5월 모스크바 시민들은 소금 반란에서 그의 파벌에 대항하여 일어났고 어린 차르는 그들을 해고하고 보리스를 키릴로-벨레제르시키 수도원으로 추방해야 했다.  4개월 후에 보리스는 자신의 어떤 권력을 다시 얻는 데 비밀적으로 모스크바로 돌아왔다.
폭동에 의하여 보여준 대중의 불만은 1649년 알렉세이의 새로운 법적 규약 소보르노예 울로제니에(러시아어: Соборное уложение)의 발급을 위하여 부분적으로 책임이 있었다.

## 이후의 군림

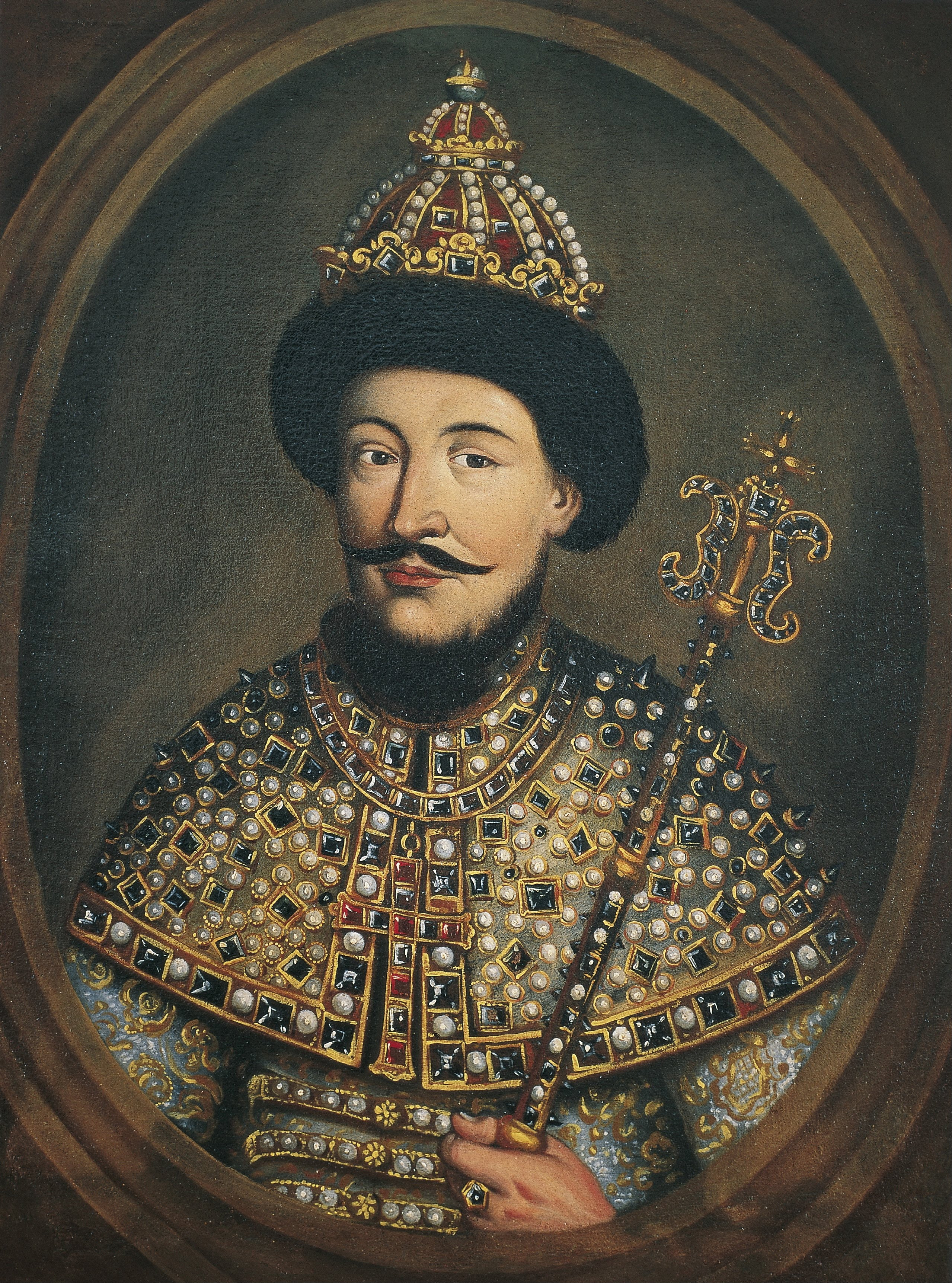
1670년대의 알렉세이 1세

### 반란들
자신의 군림을 통하여 알렉세이는 러시아 전국의 반란들을 향하였다.  1648년 소금 반란을 해결한 후, 알렉세이는 프스코프와 벨리키노브고로드의 도시들에서 1650년 반란들을 향하였다.  알렉세이는 노브고로드의 반란을 빠르게 진압하였으나 프스코프를 누를 수 없었으며 항복의 대가로 도시의 사면을 약속하는 데 강요되었다.  관구장 주교 니콘은 노브고로드에서 자신을 구별하였고, 1651년 차르의 수석 장관이 되었다.
1660년대까지 알렉세이의 폴란드와 스웨덴과의 전쟁들은 러시아 경제에 부담을 가중시켰는 데 알렉세이의 정부는 1654년 정부의 수입을 늘이는 시도에 큰 수의 구리 동전을 주조하기 시작하였으나 이 일은 대신 루블의 평가절하와 심각한 금융 위기로 이끌었다.  결과로서 화가 난 모스크바 주민들은 격렬하게 내려놓아진 1662년 구리 반란을 일으켰다.
1669년 남부 러시아에서 돈강을 따라 카자크족들은 반란을 일으켰다.  반란은 아스트라한의 종점을 포획했던 불만을 품은 돈강의 카자크족 스텐카 라진에 의하여 지도되었다.  1670년부터 1671년까지 라진은 볼가강을 따라 다수의 촌들을 점령하였다.  그의 캠페인의 전환점은 1670년 그의 실패한 심비르스크 점령이었다.  1671년 4월 라진은 결국 돈강에 사로잡혀 모스크바에서 교수척장분지형을 당했다.

### 사파비 제국을 상대로 전쟁
1651년 사파비 제국의 군대는 북캅카스에서 러시아의 요새들을 공격하였다.  주요 문제는 특히 테레크강의 이란 쪽에 건설된 몇몇의 새로운 요새지들의 건설은 물론 술라크강에 수비대의 확장을 연루시켰다.  성공적인 사파비군의 공격은 러시아 요새지의 파괴와 그 수비대의 퇴거에 결과를 가져왔다.  1653년 시초적으로 자포리자 코자크들을 보내는 것에 관하여 생각했던 알렉세이는 결국적으로 분쟁의 평화로운 정착을 위하여 페르시아로 대사를 보냈다.  그해 8월 시종 이반 로바노프-로스토포 왕자와 집사 이반 코미닌은 아스트라한에서 이스파한으로 여행을 떠났다.  아바스 2세는 분쟁을 가라앉히는 것에 동의하여 분쟁은 자신의 동의없이 시작된 것이었다는 것을 진술하였다.

### 폴란드와 스웨덴을 상대로 전쟁들
1653년 흐멜니츠키 봉기로부터 방금 나타난 폴란드의 약점과 무질서는 키예프 루스의 대지들을 병합하는 시도를 하는 데 알렉세이에게 용기를 주었다.  그해 10월 1일 전쟁을 승인하고 그것을 수행하는 것의 의미들을 찾는 데 모스크바에서 국회가 열렸고, 다음해 4월 군대는 1652년 총대주교로 선출된 니콘에 의하여 축복을 받았다.
1654년 캠페인은 끊임없는 승리였으며 스몰렌스크의 중요한 요새지를 포함한 촌들의 점수들은 러시아인들의 손으로 떨어졌다.  우크라이나의 헤트만 보흐단 흐멜니츠키는 폴란드인들로부터 보호를 위하여 알렉세이에게 호소하였고, 페레야슬라프 조약은 좌안 우크라이나에서 카자크 수장국의 러시아 지배를 가져왔다.
1655년의 여름에 스웨덴의 칼 10세 구스타브의 갑작스런 침입은 대홍수로 알려지게 된 폴란드의 상태를 간단히 쓸어버렸다.  반대하지 않은 러시아인들은 이미 스웨덴에 의하여 점령되지 않았던 거의 모든 것을 신속하게 충당하였다.  폴란드인들이 협상을 제공했을 때 리투아니아의 전체 공국은 알렉세이에 의하여 만들어진 최소한의 요구였다.  폴란드를 위하여 다행히 차르와 스웨덴 국왕은 이제 전리품의 분배를 놓고 다투었고, 1656년 5월의 말기에 합스부르크 황제와 스웨덴의 다른 적국들에 의하여 용기를 얻은 알렉세이는 전쟁을 선언하였다.
거대한 것들이 스웨덴 전쟁의 예상이었으나 아무것도 오지 않았다.  도르파트가 빼앗겼으나 리가 전에 무수한 군중이 헛되이 길을 잃었다.  그동안 폴란드는 스웨덴보다 더욱 위험한 적이 되면서 국가 자신이 지금까지 회복되었고, 동시에 양국과 전쟁을 하는 것이 불가능했기 때문에 차르는 먼저 스웨덴군을 없애기로 결심하였다.  카르디스 화약 (1661년 7월 2일)에서 러시아는 자신의 모든 정복을 되돌려 놓았다.
폴란드 전쟁은 6년 동안 계속 되었고 그러고나서 안드루소보 휴전 협정 (1667년 2월 11일)에 의하여 끝났으며 가장 오래 지속되는 조약들을 증명한 명목상 14년 동안이었다.  휴전 협정에 의하면 폴라츠크와 폴란드령 리보니아가 폴란드에게 반환되었으나 더욱 중요한 스몰렌스크와 키예프는 드네프르강의 동부 언덕 전체와 함께 러시아의 손에 남아있었다.  이 휴전 협정은 알렉세이의 군림의 종말로 선한 영향력을 가져 동등하게 능력을 가진 아르타몬 마트베예프에 의하여 자신이 대체되었을 때 1670년 차르의 주요 장관이 된 니콘의 망신 후에 현대 장면에서 러시아의 초대 재상과 외교관 아파나시 오르딘-나시초킨의 성취였다.

### 잉글랜드 내전으로 응답
1649년 잉글랜드의 찰스 1세가 올리버 크롬웰 아래 의회파들에 의하여 참수되었을 때 화가 난 알렉세이는 잉글랜드와 외교 관계를 끊었고 모스크바에서 왕당원 난민들을 받아들였다.  그는 조국으로부터 전체의 잉글랜드인 상인들 (두드러지게 모스크바 회사의 일원들)을 금지시켰고 "찰스 1세, 그 영광스러운 순교자의 우울한 과부"에게 재정 지원을 공급하였다.

### 분리와 고의식파
1653년 니콘 총대주교는 러시아 정교회의 관행을 그 그리스 상대편과 일치시키는 것으로 가져오는 목표를 둔 일련의 개혁들을 설립하였다.  가장 두드러지게 교회는 십자가의 성호를 만들 때 두 손가락 대신 세 손가락의 이용을 위임하기 시작하였다.  이 일은 교회 공동체 중에 상당한 반대를 불러 일으켰다.  그럼에 불구하고, 알렉세이는 니콘이 인신 공격으로 인하여 자신의 직위를 버려 총대주교의 자리를 비웠을 때 1658년까지 지속적으로 니콘을 지지하였다.
1666년 차르는 니콘에 의하여 일으켜진 문제를 해결하기 위하여 총대주교들 마카리오스 3세와 파이시오스와 함께 참석된 대모스크바 대회를 소집하였다.  대회는 공식적으로 니콘을 해고하기로 동의하였고, 또한 교회의 개혁들을 반대한 전체를 파문하기로 결정하였으며 그 반대자들은 고의식파 운동을 형성하는 데 공식적 러시아 정교회를 떠났다.

## 가족과 자녀들

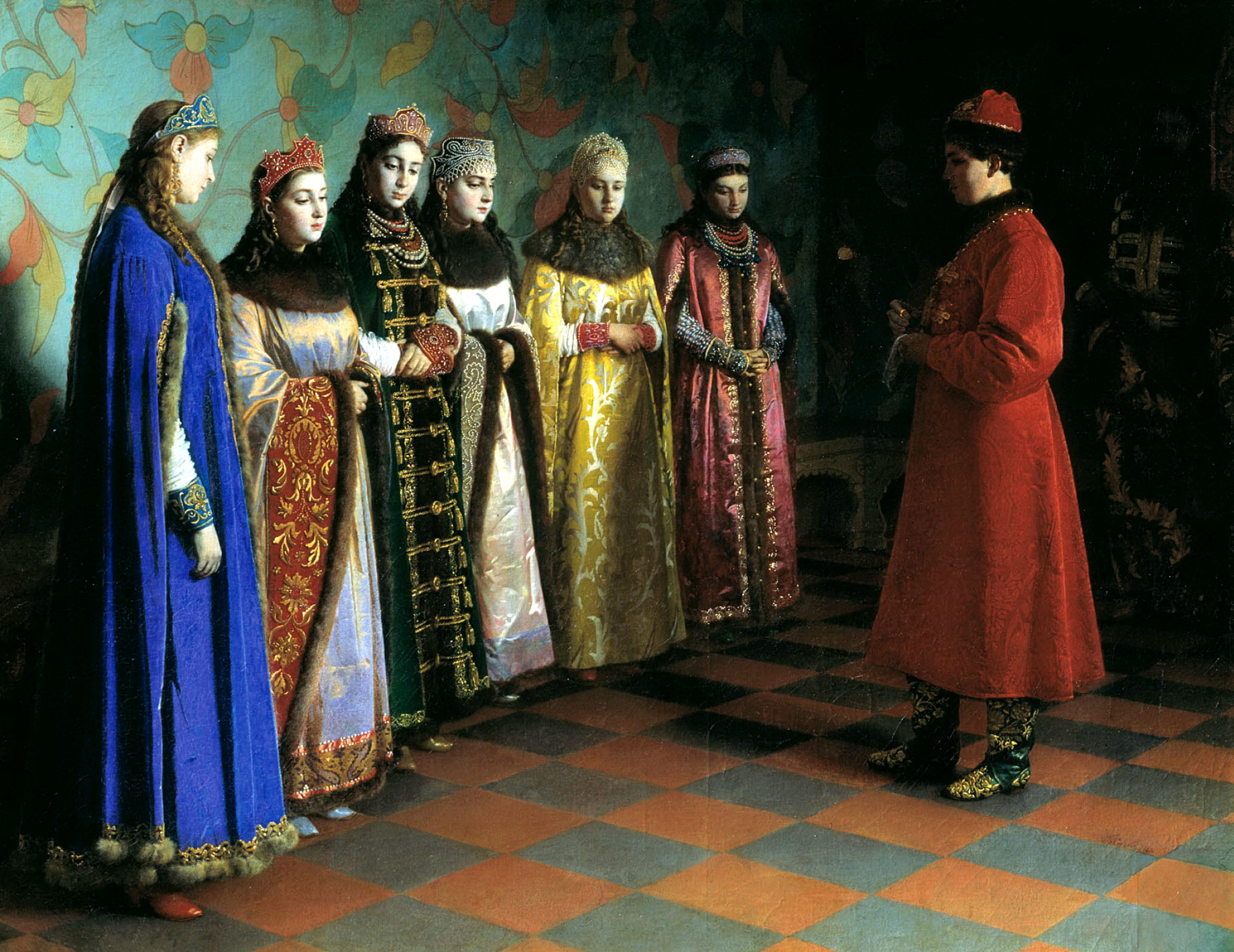
신부감을 고르는 알렉세이 (그리고리 세도프 작)

알렉세이의 마리아 밀로슬라브스카야에게 첫 결혼 생활은 조화롭고 즐거웠다.  그녀는 21년간 결혼 생활에 13명의 자녀들 (슬하 5남 8녀)을 낳았고, 자신의 13번째 자식이 태어난지 겨우 몇주 후에 사망하였다.  4명의 아들 (알렉세이, 표도르, 세미욘, 이반)이 그녀를 살아남았으나 그녀 사망의 6개월 안에 이들 중 15세의 왕위 후계자 알렉세이를 포함한 2명이 사망하였다.  부부는 다음과 같은 자녀들을 두었다 -
- 드미트리 알렉세예비치 (1648년 ~ 1649년); 왕세자, 유아기에 사망

- 예브도키아 알렉세예브나 (1650년 ~ 1712년)

- 마르파 알렉세예브나 (1652년 ~ 1707년)

- 알렉세이 알렉세예비치 (1654년 ~ 1670년); 왕세자, 15세에 미혼으로 사망

- 안나 알렉세예브나 (1655년 ~ 1659년) 유아기에 사망

- 소피아 알렉세예브나 (1655년 ~ 1704년), 2명의 남동생들을 위한 러시아의 섭정이며 미혼

- 예카테리나 알렉세예브나 (1658년 ~ 1718년)

- 마리아 알렉세예브나 (1658년 ~ 1718년)

- 표도르 3세 (1661년 ~ 1682년); 러시아의 차르로서 부친을 계승했으며 자녀들 없이 사망

- 페오도시아 알렉세예브나 (1662년 ~ 1713년)

- 세미욘 알렉세예비치 (1665년 ~ 1669년); 유아기에 사망

- 이반 5세 (1666년 ~ 1696년); 자신의 이복 동생 표트르 대제와 함께 공동 통치자이며 안나 이바노브나의 부친

- 예브도키아 알렉세예브나 (1669년에 태어나 사망).

알렉세이는 1671년 2월 1일 나탈리야 키릴로브나 나리시키나 (1651년 9월 1일 ~ 1694년 2월 4일)에게 재혼하였다.  그녀는 부인이 스코틀랜드 출신의 메리 해밀턴이었던 아르타몬 마트베예프의 가정에서 자라왔다.  부부는 다음과 같은 자녀들 두었다 - 
- 표트르 1세 (1672년 ~ 1725년); 러시아의 차르로 역사에 표트르 대제로 알려졌다.

- 나탈리야 알렉세예브나 (1673년 ~ 1716년)

- 표도라 알렉세예브나 (1674년 ~ 1677년)